# IC 4529
IC 4529 је спирална галаксија у сазвјежђу Вук која се налази на листи објеката дубоког неба у Индекс каталогу.
Деклинација објекта је - 43° 14' 0" а ректасцензија 15h 6m 25,7s. Привидна величина (магнитуда) објекта IC 4529 износи 14,2 а фотографска магнитуда 15,0. IC 4529 је још познат и под ознакама ESO 273-19, MCG -7-31-7, IRAS 15031-4302, PGC 53926.